# Lochau (Oostenrijk)
Lochau is een gemeente in de Oostenrijkse deelstaat Vorarlberg, gelegen in het district Bregenz (B). De gemeente heeft ongeveer 5700 inwoners.

## Geografie
Lochau heeft een oppervlakte van 10,27 km². Het ligt in het westen van het land.